# Monistrol-sur-Loire
 Monistrol-sur-Loire  es una comuna y población de Francia, en la región de Auvernia, departamento de Alto Loira, en el distrito de Yssingeaux. Es cabecera del cantón homónimo.
Su población en el censo de 1999 era de 7.451 habitantes, la segunda más poblada del departamento. Su aglomeración urbana, que también incluye Bas-en-Basset, tenía un censo de 10.795 habitantes.
Está integrada en la Communauté de communes les Marches du Velay .

## Demografía
| 4020 | 4265 | 4607 | 5143 | 6180 | 7451 |
| Para los censos de 1962 a 1999 la población legal corresponde a la población sin duplicidades (Fuente: INSEE [Consultar]) |      |      |      |      |      |